# Festival de Música Midi

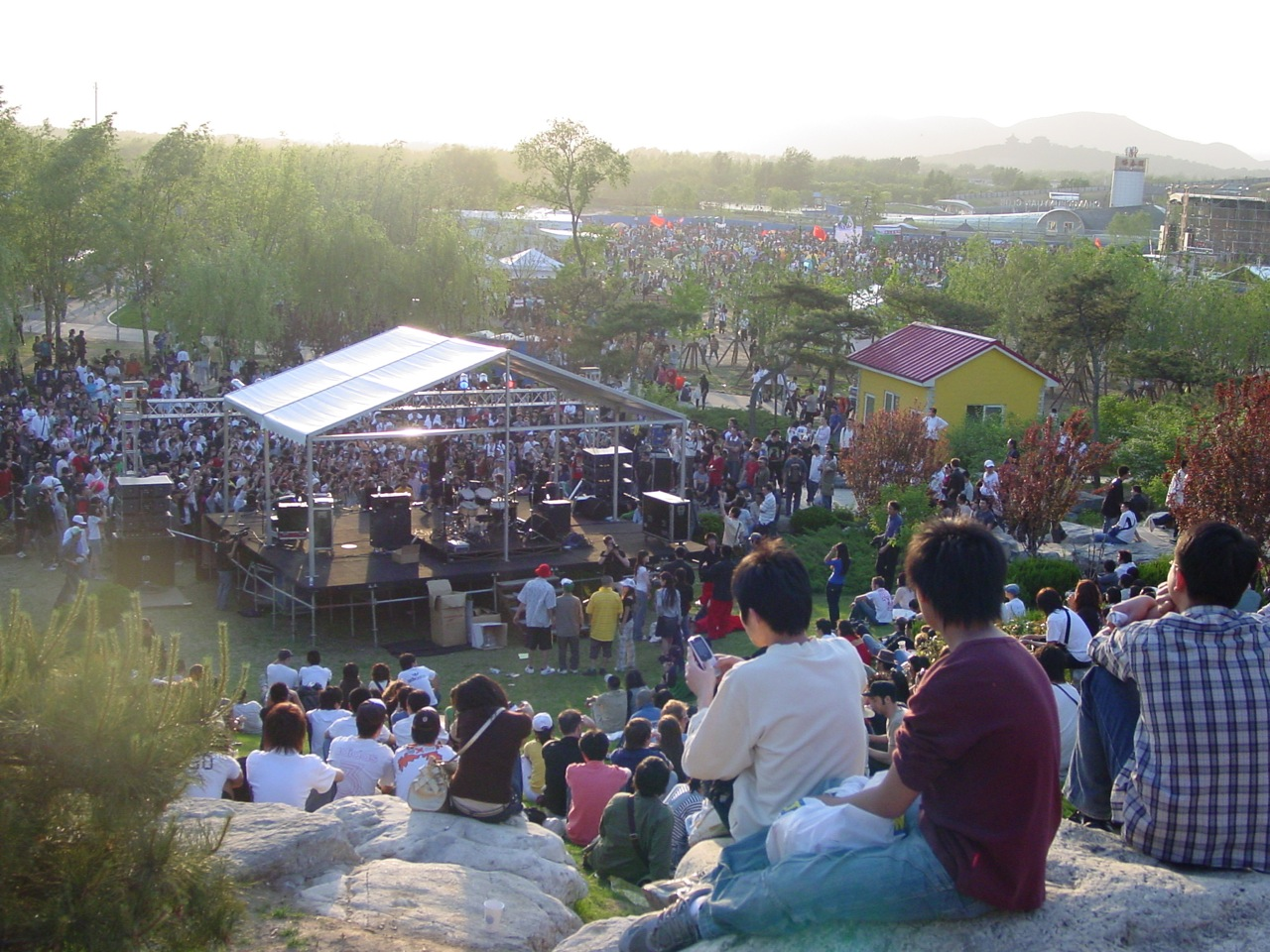
O festival em 2007.

O Festival de Música Midi, às vezes também chamado de Midi Festival de Música Moderna ou simplesmente Festival Midi (em chinês: 迷笛音乐节; pinyin: MIDI Yinyue Jie) está entre os maiores festivais de rock da China e é realizado pelo Midi School of Music Pequim. Desde a sua inauguração, em 1997, tem sido realizado anualmente em Pequim durante o feriado de maio (1-3 do mês), com algumas interrupções em 2003, 2004 e 2008 (todas as vezes realizadas em outubro). O festival, em 2008, foi adiado para outubro por razões relacionadas com os Jogos Olímpicos de Verão de 2008. O festival atualmente é realizado anualmente em três cidades chinesas: Pequim, Xangai e Shenzhen.
Em 2006, o festival foi realizado no parque Pequim Haidian, com a participação de 40-80 mil visitantes e contou com performances de mais de 50 bandas (incluindo 18 bandas estrangeiras, tais como Alev, Monokino, Associação Música Yokohama, The Wombats e The Mayflies) que realiza as apresentações nas quatro partes (palco principal, palco baixo, mini palco, e Disco Stage). Os artistas representam os gêneros de rock, electro e DJ. O festival de 2016 incluiu artistas como K age, da Ucrânia, kava kava (banda), David A. Stewart dos Eurythmics e o The Soundtrack of Our Lives.
O festival apresenta regularmente temas ambientais como seu slogan, tais como a sensibilização para os animais ameaçados de extinção, como visto no festival de 2012, além do bom uso da água e a reaproveitação de materiais recicláveis, como visto no festival de 2015. Desde 2008, o Rock in China está fornecendo locais em língua inglesa para o Festival de Música Midi moderna. Em 2011, o último Festival Midi foi realizada no Parque Jinglangdao, no distrito de Mentougou, a oeste de Pequim. A principal atração internacional foi o Mr. Big, mas também teve a participação de grupos internacionais menores, como a banda canadense Your Favorite Enemies. Entre os artistas locais, Reflector e Brain Failure eram os nomes mais aclamados.